# شهرک شهید بهشتی (باخرز)
شهرک شهید دکتر بهشتی، روستایی از توابع بخش بالاولایت شهرستان باخرز در استان خراسان رضوی ایران است.این روستا در شمال شهرستان باخرز واقع شده است و فاصله آن با مرکز شهرستان باخرز ۲۴ کیلومتر است.

## جمعیت
این روستا در دهستان بالاولایت قرار دارد و براساس سرشماری مرکز آمار ایران در سال ۱۳۸۵، جمعیت آن ۱٬۵۹۷ نفر (۳۴۵خانوار) بوده‌است.